# Hermann von Gersdorff
Pour les autres membres de la famille, voir Famille von Gersdorff.
Hermann Konstantin von Gersdorff (né le 2 décembre 1809 à Kieslingswalde et mort le 13 septembre 1870 à Sedan) est un lieutenant général prussien et commandant de la 22e division d'infanterie.

## Biographie

### Origine
Hermann Konstantin est le fils de Wolf Ludwig Christian von Gersdorff (1765-1832), administrateur de l'arrondissement de Görlitz, seigneur de Kieslingswald, Obererdmannsdorf et Steinbach et de son épouse Charlotte Friederike Dorothea Auguste, née von Wiedebach (1776-1826).

### Carrière militaire
Après une formation à l'institut des cadets de Dresde, Gersdorff entre le 16 mai 1827 comme sous-lieutenant dans le 2e régiment à pied de la Garde de l'armée prussienne. Il est transféré au régiment d'infanterie de réserve de la Garde le 14 mai 1829 et à partir du 1er octobre 1832 au 1er juillet 1833, il est envoyé à l'école générale de guerre. Ensuite, Gersdorff fait ensuite partie du bataillon de tirailleurs de la Garde (de) à partir du 18 mars 1835. Il prend un congé et en 1842/44, il participe aux campagnes russes dans le Caucase avec les futurs généraux Wilhelm Hiller von Gaertringen (1809-1866) et August Graf von Werder (1808-1888). Gersdorff participe aux batailles sur l'Ouroup, Oisunger, Serani, Assa (de) et Kalanitsch et reçoit l'Ordre de Saint-Vladimir de 4e classe avec épées pour ses réalisations. Après sa distinction, il est fait chevalier d'honneur de l'Ordre de Saint-Jean. et le 15 mars 1845 il reçoit le brevet d'officier de premier lieutenant.
En 1848, il est chargé d'organiser les troupes du Schleswig-Holstein pendant la guerre du Schleswig-Holstein et combat près à Schleswig, Hadersleben et Kolding.
En 1853, Gersdorff devient major dans l'état-major du 16e division d'infanterie, en 1859 commandant du 4e bataillon de chasseurs à pied et 1860 commandant du 67e régiment d'infanterie. En 1864, comme général de division, il dirige le 11e brigade d'infanterie dans la guerre contre le Danemark et en 1866 dans la guerre contre l'Autriche. Il y participe aux batailles de Münchengrätz et Sadowa.
Enfin, Gersdorff est nommé le 30 octobre 1866 commandant de la 22e division d'infanterie ainsi que le 31 décembre 1866 il est promu lieutenant général. Lorsque Julius von Bose, général commandant du 11e corps d'armée, dans la guerre franco-prussienne à la bataille de Frœschwiller-Wœrth le 6 août 1870, est grièvement blessé, Gersdorff est mis à la tête du corps. Cependant, à midi dans la bataille de Sedan, le 1er septembre 1870, alors qu'il mène le combat pour Floing, il est lui-même si gravement blessé par une balle dans la poitrine qu'il meurt alors qu'il est encore à Sedan le 13 septembre.

### Honneurs
La caserne d'infanterie de l'actuel Europaviertel (de) à Wiesbaden et le 80e régiment de fusiliers portent son nom.

### Famille
Gersdorff se marie le 26 avril 1854 à Rothenburg avec Klara Agnes Marianne von Gersdorff (1827-1881), la fille du chambellan Wigand Adolf von Gersdorff. Les enfants suivants sont nés du mariage :
- Charlotte Wilhelmine Hermine Klara Anna Thérèse (née en 1855)
- Adolfine (de) (1855-1923), abbesse de Heiligengrabe mariée avec Louis von Rohr (mort le 25 octobre 1882)
- Rose Maria Klara (née en 1856) mariée avec Arthur von Schlieffen (de) (1844-1914), lieutenant général prussien
- Klara Johanna Karoline (née en 1858), dame de la cour de l'impératrice Augusta-Victoria